# 莫頓鎮區 (愛荷華州佩奇縣)
莫頓鎮區（英語：Morton Township）是位於美國愛荷華州佩奇縣的一個行政鎮區。

## 地方資料
根據2010年美國人口普查的數據，莫頓鎮區的面積為78.65平方千米，當中陸地面積為78.65平方千米，而水域面積為0.00平方千米。當地共有人口199人，而人口密度為每平方千米2.53人。